# ジオ・ゴンザレス
ジオバニー・アラミス・ゴンザレス（Giovany Aramis "Gio" Gonzalez, 1985年9月19日 - ）は、アメリカ合衆国フロリダ州ハイアリア出身の元プロ野球選手（投手）。左投右打。愛称はダブルG。

## 経歴

### プロ入り前
モンシニョール・エドワード・ペース高等学校時代はクリス・マレーロとチームメイトだった。

### プロ入りとホワイトソックス傘下時代
2004年のMLBドラフト1巡目追補（全体38位）でシカゴ・ホワイトソックスから指名を受け、85万ドルの契約金で入団した。

### フィリーズ傘下時代
2005年にジム・トーミとのトレードで、アーロン・ローワンドらと共にフィラデルフィア・フィリーズへ移籍した。ベースボール・アメリカ誌の有望株ランキングではフィリーズ傘下でコール・ハメルズに次ぐ評価を受けた。

### ホワイトソックス傘下復帰
2006年12月、フレディ・ガルシアとのトレードで、ガビン・フロイドと共に再びホワイトソックスへ移籍した。
2007年にはマイナーリーグで150イニングを投げて185奪三振を記録した。

### アスレチックス時代

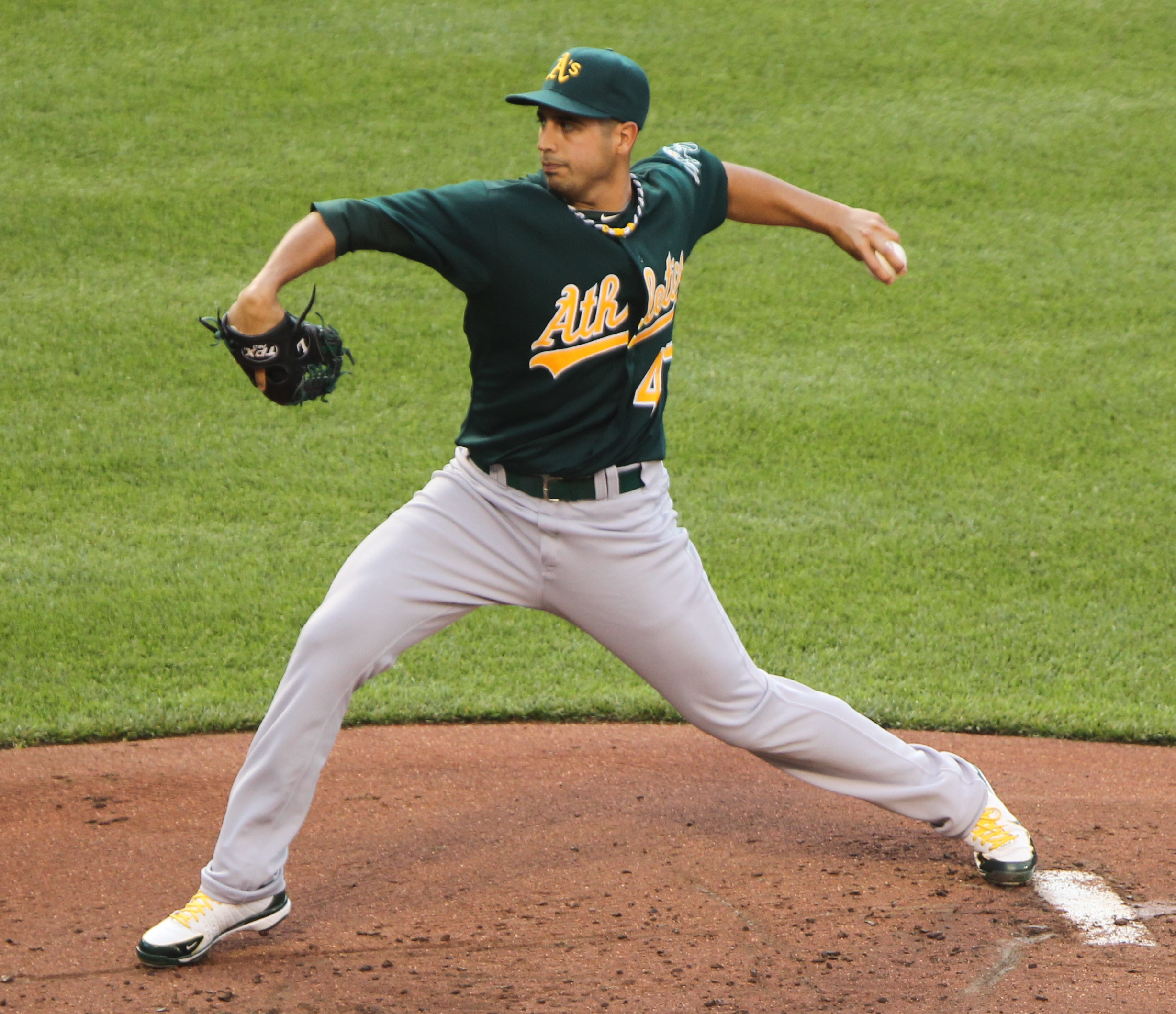
オークランド・アスレチックスでの現役時代
（2011年6月6日）

2008年1月3日にニック・スウィッシャーとのトレードで、ライアン・スウィーニー、ファウティノ・デロスサントスと共にオークランド・アスレチックスへ移籍した。8月5日にメジャー初昇格し、翌日メジャーデビューした。この年は10試合に登板し、1勝4敗を記録した。
2009年はスプリングトレーニングで傘下のAAA級サクラメント・リバーキャッツに戻された。5月3日、再びメジャーに呼び戻され、このシーズン6勝7敗を記録した。
2010年は1年間先発ローテーションを守り、33試合に先発登板し、15勝9敗、防御率3.23を記録した。
2011年も好成績を残した。この年は自身初めてオールスターに選出された。また、チーム最多の16勝を記録。オフにはトレード候補になり、争奪戦が繰り広げられた。

### ナショナルズ時代

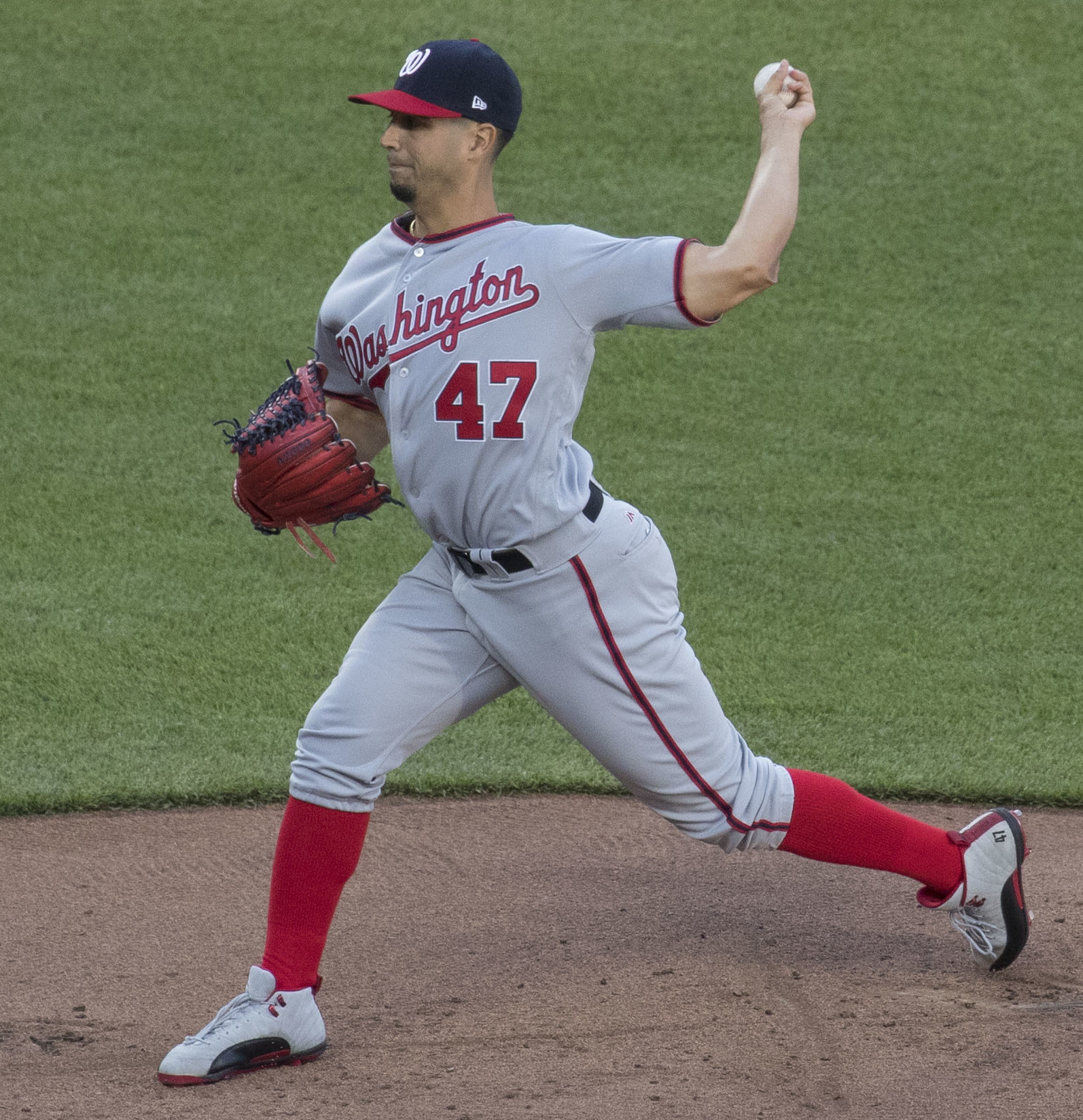
ワシントン・ナショナルズでの現役時代
（2017年5月8日）

2011年12月22日にブラッド・ピーコック、トム・ミローン、デレク・ノリス、A.J.コールとの1対4のトレードで、ワシントン・ナショナルズへ移籍することが発表された。
2012年1月15日に5年総額4200万ドル（6年目の2017年は1200万ドルのオプション）でナショナルズと契約を延長した。移籍1年目のシーズンは21勝でナショナルリーグ最多勝のタイトルを獲得する活躍を見せ、ナショナルズ躍進の原動力となった。サイ・ヤング賞の投票ではR・A・ディッキー、クレイトン・カーショウに次ぐ3位に入った。しかしオフにバイオジェネシス・スキャンダルが発覚し、薬物使用疑惑が浮上した。この問題については、ジオの父親が合法な痩せ薬を購入しただけである事がMLBの調査により判明し、ジオの疑惑は晴れて処分も受けなかった。
2013年2月9日に第3回ワールド・ベースボール・クラシック（WBC）のアメリカ合衆国代表に選出された。シーズンでは4月は不調だったが、5月以降に調子を上げ始めると、投げた試合の約70%を自責点2以内で切り抜ける投球を披露した。最終的には32試合全てで先発登板して11勝8敗、防御率3.36、192奪三振を記録した。
2014年は、5月の試合で炎上した後、肩痛で故障者リスト入りした。復帰後の防御率は3.08と好投したが、規定投球回には届かなかった。27試合に投げて防御率3.57、5年連続2桁勝利となる10勝（10敗）を記録した。
2015年は31試合に先発登板して2年ぶりに規定投球回に到達した。11勝を記録して連続2桁勝利の記録を6年に伸ばしたが、防御率は3年連続で悪化して3.79だった。
2016年も先発ローテーション通りに登板し、32試合に先発登板した。7年連続2桁勝利となる11勝を記録し、通算100勝も達成したが、防御率は4.57に悪化した。また、被本塁打19でもキャリアワーストを更新した。ポストシーズンでは、ロサンゼルス・ドジャースとのディビジョンシリーズに1試合先発登板したが、4.1イニングで4安打、3失点、1本塁打と打ち込まれた。
2017年は開幕から好調で、4月は5度の先発登板で3勝、防御率1.62の成績を記録する。前半戦をリーグ3位となる防御率2.86、投球回数、奪三振数でもリーグトップ10の位置につけたが、ナショナルズから他に先発投手のマックス・シャーザー、スティーブン・ストラスバーグが選出されていたこともあり、オールスターには選出されなかった。シーズン通算では6年ぶりとなる200イニングに到達して15勝9敗、防御率2.96と5年ぶりの15勝、防御率2点台を記録した。
2018年は再び調子を崩し、8月までに27試合の先発登板で7勝11敗、防御率4.57だった。

### ブルワーズ時代
2018年8月31日にKJ・ハリソン、ギルバート・ラーラとのトレードで、金銭と共にミルウォーキー・ブルワーズへ移籍した。移籍後は調子を取り戻し、5試合の先発登板で3勝0敗、防御率2.13、WHIP0.95を記録した。オフの10月29日にFAとなった。

### ヤンキース傘下時代
2019年3月20日にニューヨーク・ヤンキースとマイナー契約（メジャー昇格すると300万ドル、さらに先発1試合につき30万ドルのインセンティブを受け取る。4月20日にオプトアウトの権利を持つ）を結んだ。開幕後は傘下のAAA級スクラントン・ウィルクスバリ・レイルライダースでプレーしていたが、4月22日に自由契約となった。

### ブルワーズ復帰
2019年4月27日にブルワーズとメジャー契約を結んだ。5月10日にシーズン初勝利を挙げると、6月1日に故障者リスト入りするまで防御率3.19を記録。7月20日に復帰後は調子を落としたが、9月には10年ぶりのリリーフも含め防御率1.17を記録。最終的に19試合（先発17試合）の登板で3勝2敗、防御率3.50、78奪三振を記録した。オフにFAとなった。

### ホワイトソックス時代
2019年12月20日にホワイトソックスと1年総額500万ドル（2021年球団オプションあり）の契約を結んだ。
2020年10月30日に球団が延長オプションの放棄を発表したため、FAとなった。
2021年3月4日にマイアミ・マーリンズとマイナー契約を結んだが、25日に現役引退を表明した。

## 選手としての特徴
平均92mph（約148km/h）のフォーシームと、ツーシーム、チェンジアップ、カーブを投げる。

## 詳細情報

### 年度別投手成績
| 年 度     | 球 団     | 登 板 | 先 発 | 完 投 | 完 封 | 無 四 球 | 勝 利 | 敗 戦 | セ 丨 ブ | ホ 丨 ル ド | 勝 率 | 打 者 | 投 球 回 | 被 安 打 | 被 本 塁 打 | 与 四 球 | 敬 遠 | 与 死 球 | 奪 三 振 | 暴 投 | ボ 丨 ク | 失 点 | 自 責 点 | 防 御 率 | W H I P |
| --------- | --------- | ----- | ----- | ----- | ----- | -------- | ----- | ----- | -------- | ----------- | ----- | ----- | -------- | -------- | ----------- | -------- | ----- | -------- | -------- | ----- | -------- | ----- | -------- | -------- | ------- |
| 2008      | OAK       | 10    | 7     | 0     | 0     | 0        | 1     | 4     | 0        | 0           | .200  | 163   | 34.0     | 32       | 9           | 25       | 1     | 3        | 34       | 1     | 0        | 34    | 29       | 7.68     | 1.68    |
| 2009      | OAK       | 20    | 17    | 0     | 0     | 0        | 6     | 7     | 0        | 0           | .472  | 455   | 98.2     | 113      | 14          | 56       | 2     | 1        | 109      | 2     | 0        | 68    | 63       | 5.75     | 1.71    |
| 2010      | OAK       | 33    | 33    | 1     | 0     | 0        | 15    | 9     | 0        | 0           | .625  | 851   | 200.2    | 171      | 15          | 92       | 1     | 4        | 171      | 4     | 1        | 75    | 72       | 3.23     | 1.31    |
| 2011      | OAK       | 32    | 32    | 0     | 0     | 0        | 16    | 12    | 0        | 0           | .571  | 864   | 202.0    | 175      | 17          | 91       | 1     | 8        | 197      | 6     | 1        | 81    | 70       | 3.12     | 1.32    |
| 2012      | WSH       | 32    | 32    | 2     | 1     | 0        | 21    | 8     | 0        | 0           | .724  | 822   | 199.1    | 149      | 9           | 76       | 3     | 5        | 207      | 10    | 1        | 69    | 64       | 2.89     | 1.13    |
| 2013      | WSH       | 32    | 32    | 1     | 1     | 0        | 11    | 8     | 0        | 0           | .579  | 819   | 195.2    | 169      | 17          | 76       | 1     | 2        | 192      | 4     | 1        | 79    | 73       | 3.36     | 1.25    |
| 2014      | WSH       | 27    | 27    | 0     | 0     | 0        | 10    | 10    | 0        | 0           | .500  | 653   | 158.2    | 134      | 10          | 56       | 0     | 3        | 162      | 2     | 0        | 66    | 63       | 3.57     | 1.20    |
| 2015      | WSH       | 31    | 31    | 0     | 0     | 0        | 11    | 8     | 0        | 0           | .579  | 758   | 175.2    | 181      | 8           | 69       | 3     | 4        | 169      | 4     | 0        | 79    | 74       | 3.79     | 1.42    |
| 2016      | WSH       | 32    | 32    | 0     | 0     | 0        | 11    | 11    | 0        | 0           | .500  | 765   | 177.1    | 179      | 19          | 59       | 2     | 9        | 171      | 7     | 0        | 98    | 90       | 4.57     | 1.34    |
| 2017      | WSH       | 32    | 32    | 0     | 0     | 0        | 15    | 9     | 0        | 0           | .625  | 827   | 201.0    | 158      | 21          | 79       | 5     | 7        | 188      | 7     | 0        | 69    | 66       | 2.96     | 1.18    |
| 2018      | WSH       | 27    | 27    | 0     | 0     | 0        | 7     | 11    | 0        | 0           | .389  | 646   | 145.2    | 153      | 15          | 70       | 2     | 2        | 126      | 4     | 0        | 77    | 74       | 4.57     | 1.53    |
| 2018      | MIL       | 5     | 5     | 0     | 0     | 0        | 3     | 0     | 0        | 0           | 1.000 | 100   | 25.1     | 14       | 2           | 10       | 0     | 0        | 22       | 1     | 0        | 7     | 6        | 2.13     | 0.95    |
| '18計     | MIL       | 32    | 32    | 0     | 0     | 0        | 10    | 11    | 0        | 0           | .476  | 746   | 171.0    | 167      | 17          | 80       | 2     | 2        | 148      | 5     | 0        | 84    | 80       | 4.21     | 1.44    |
| 2019      | MIL       | 19    | 17    | 0     | 0     | 0        | 3     | 2     | 0        | 0           | .600  | 366   | 87.1     | 76       | 9           | 37       | 9     | 0        | 78       | 5     | 0        | 36    | 34       | 3.50     | 1.29    |
| 2020      | CWS       | 12    | 4     | 0     | 0     | 0        | 1     | 2     | 0        | 0           | .333  | 153   | 31.2     | 40       | 6           | 19       | 0     | 2        | 34       | 2     | 0        | 19    | 17       | 4.83     | 1.86    |
| MLB：13年 | MLB：13年 | 344   | 328   | 4     | 2     | 0        | 131   | 101   | 0        | 0           | .565  | 8242  | 1933.0   | 1744     | 171         | 815      | 21    | 50       | 1860     | 59    | 4        | 857   | 795      | 3.70     | 1.32    |

- 各年度の太字はリーグ最高

### 年度別守備成績
| 年 度 | 球 団 | 投手（P） | 投手（P） | 投手（P） | 投手（P） | 投手（P） | 投手（P） |
| 年 度 | 球 団 | 試 合     | 刺 殺     | 補 殺     | 失 策     | 併 殺     | 守 備 率  |
| ----- | ----- | --------- | --------- | --------- | --------- | --------- | --------- |
| 2008  | OAK   | 10        | 1         | 5         | 0         | 1         | 1.000     |
| 2009  | OAK   | 20        | 1         | 14        | 1         | 1         | .938      |
| 2010  | OAK   | 33        | 7         | 33        | 1         | 0         | .976      |
| 2011  | OAK   | 32        | 10        | 23        | 1         | 3         | .971      |
| 2012  | WSH   | 32        | 10        | 22        | 2         | 1         | .941      |
| 2013  | WSH   | 32        | 6         | 16        | 1         | 1         | .957      |
| 2014  | WSH   | 27        | 6         | 19        | 1         | 1         | .962      |
| 2015  | WSH   | 31        | 9         | 32        | 0         | 1         | 1.000     |
| 2016  | WSH   | 32        | 13        | 26        | 1         | 0         | .975      |
| 2017  | WSH   | 32        | 6         | 23        | 0         | 1         | 1.000     |
| 2018  | WSH   | 27        | 4         | 20        | 1         | 1         | .960      |
| 2018  | MIL   | 5         | 0         | 3         | 0         | 0         | 1.000     |
| '18計 | MIL   | 32        | 4         | 23        | 1         | 1         | .964      |
| 2019  | MIL   | 19        | 5         | 12        | 1         | 0         | .944      |
| 2020  | CWS   | 12        | 1         | 2         | 0         | 0         | 1.000     |
| MLB   | MLB   | 344       | 79        | 250       | 10        | 11        | .971      |

- 各年度の太字はリーグ最高

### タイトル
- 最多勝利：1回（2012年）

### 表彰
- ウォーレン・スパーン賞：1回（2012年）

### 記録
- MLBオールスターゲーム選出：2回（2011年、2012年）

### 背番号
- 47（2008年 - 2020年）

### 代表歴
- 2013 ワールド・ベースボール・クラシック・アメリカ合衆国代表